# 多布魯什卡

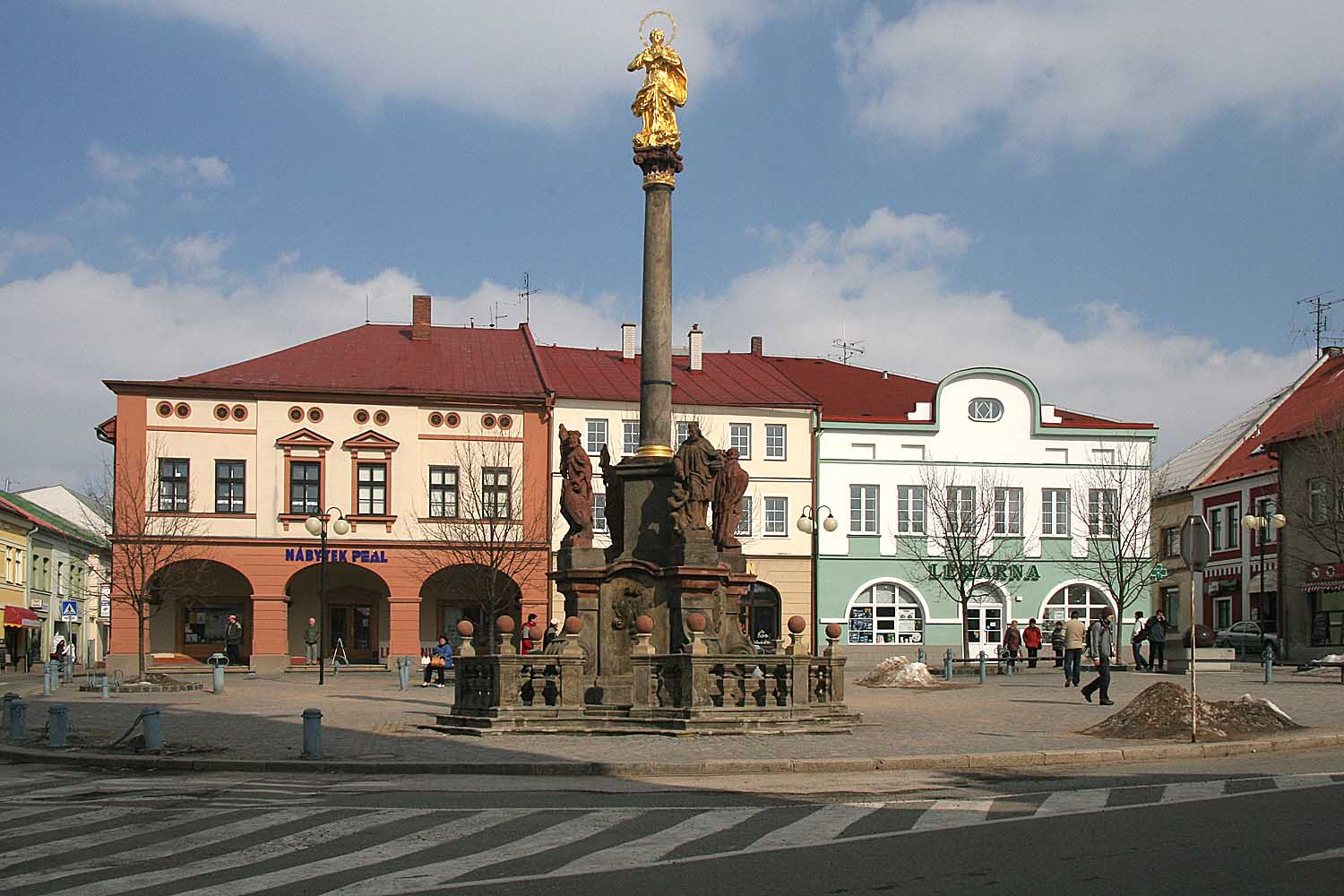

多布魯什卡是捷克的城鎮，位於該國北部，距離首都布拉格約140公里，由赫拉德茨-克拉洛韋州負責管轄，面積34.43平方公里，海拔高度287米，2006年人口7,089。

## 外部連結
- Municipal website (in Czech)* （页面存档备份，存于）
- The International Music Festival of F. L. Věk in Dobruška （页面存档备份，存于）
- virtual show （页面存档备份，存于）